# Boulel (Tamou)
Boulel ist ein Dorf in der Landgemeinde Tamou in Niger.

## Geographie
Boulel ist ein Grenzort an der Staatsgrenze zu Burkina Faso. Das Dorf befindet sich rund sieben Kilometer südwestlich des Hauptorts Tamou der gleichnamigen Landgemeinde, die zum Departement Say in der Region Tillabéri gehört. Zu weiteren Siedlungen in der Umgebung von Boulel zählen Allambaré im Südosten und Dantchandou im Westen.
Es herrscht das Klima der Sudanzone vor, mit einer durchschnittlichen jährlichen Niederschlagsmenge zwischen 600 und 700 mm. Boulel liegt am Rand des 77.740 Hektar großen Tamou-Wildreservats, das als Pufferzone zum Nationalpark W dient.

## Bevölkerung
Bei der Volkszählung 2012 hatte Boulel 476 Einwohner, die in 66 Haushalten lebten. Bei der Volkszählung 2001 betrug die Einwohnerzahl 274 in 28 Haushalten und bei der Volkszählung 1988 belief sich die Einwohnerzahl auf 280 in 25 Haushalten.

## Wirtschaft und Infrastruktur
Im Dorf wird ein kleiner Wochenmarkt abgehalten. Der Markttag ist Montag. Zu den Handwerksbetrieben im Ort zählen Schmieden, in denen landwirtschaftliche Geräte und Schmuck hergestellt werden, sowie Tischlereien, Webereien und Töpfereien. Es gibt eine Schule im Dorf. Durch Boulel verläuft die Nationalstraße 27 zwischen der Hauptstadt Niamey und der Staatsgrenze. Es handelt sich in diesem Abschnitt um eine moderne Erdstraße.